# Іпполіт

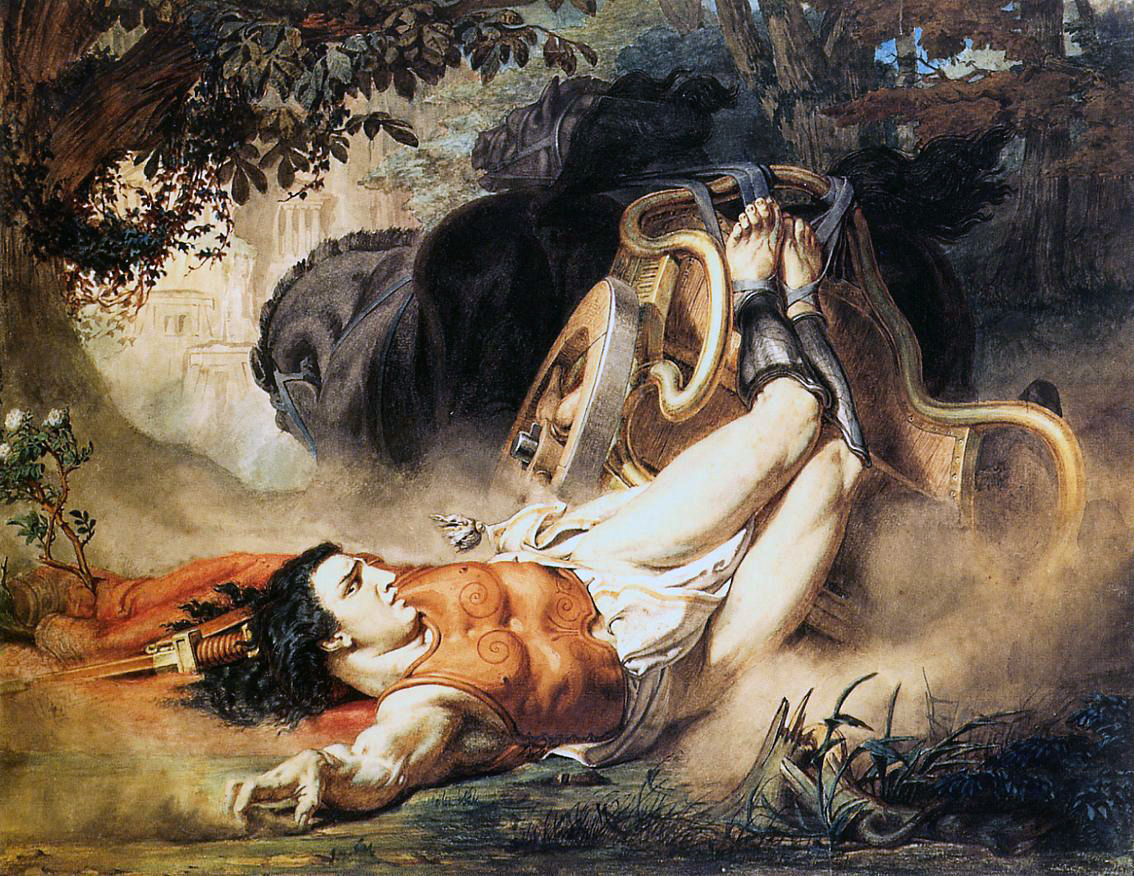
Смерть Іпполіта.
Картина Лоуренса Альма-Тадема.

Іпполіт (грец. Ιππόλυτος), — син Тесея та володарки амазонок Антіопи (варіант: Іпполіти).
Друга дружина Тесея Федра звела на Іпполіта наклеп за те, що він не відповів взаємністю на її кохання. Тесей прокляв сина; коли Іпполіт мчав біля моря на колісниці, Посейдон надіслав з моря бика, який наполохав коней, які скинули юнака на землю, і він загинув.
Федра покінчила життя самогубством. За одним із переказів, Асклепій воскресив Іпполіта, який почав нове життя під ім'ям Вірбія. Тройзенці вірили, що Іпполіт був піднесений на небо у вигляді сузір'я Візничого. В Афінах його шанували як бога. Міф про Іпполіта часто привертав увагу античних трагіків.

## Постать Іпполіта
Іпполіт — такий, яким його можна побачити у трагедії Евріпіда — це носій виключно позитивних якостей, високоморальна й благородна натура. Він схиляється лише перед чарами Артеміди, яка постає як богиня не тільки мисливства, а й усієї природи. Іпполіт же ще й філософ, а на той час філософи саме в природі бачили свій ідеал. Таким чином, захоплення юнака полюванням разом з Артемідою символізує своєрідне єднання людини зі світом природи. Саме це стає метою всього його життя. Все інше для Іпполіта не має ніякого значення. Слід додати, що Іпполіт чесний, вірний своєму слову. Усі ці риси складають портрет духовно багатої людини, серйозного філософа, вимогливого й суворого до себе.

## Трагедія «Іпполіт»
Збереглася трагедія Евріпіда «Іпполіт», яка стала зразком для «Федри» Жана Расіна. Перший варіант трагедії «Іпполіт» викликав обурення афінських громадян, які оцінили його як аморальний твір, оскільки героїня сама освідчувалася у коханні своєму пасербу. Евріпід переробив трагедію і поставив її під назвою «Іпполіт увінчаний». Цього разу вона мала величезний успіх і заслужила велику увагу серед публіки. Сюжетом «Іпполіта» став епізод місцевої легенди, яке оповідала про життя афінського царя Тесея. Дія трагедії відбувається перед його палацом.

### Сюжет
У Пролозі з монологом виступає богиня кохання Афродіта, яка вихваляється своєю владою над усіма людьми, чоловіками й жінками, які схиляються перед її могутніми чарами і приносять на її вівтар свої дари. Але богиня вважає себе глибоко ображеною сином Тесея Іполлітом, бо він ще жодного разу не покохав жінку чи дівчину, і не приніс Афродіті жертву. Богиня обіцяє йому за це жорстоко помститися.
Далі Афродіта розповідає, що своє дозвілля Іпполіт проводить із богинею Артемідою на полюванні, а на жінок не звертає уваги. У першій пісні хор співає про пригнічений настрій Федри, яка «загадковій недузі вся віддалась». У розмові Федри, молодої дружини Тесея, та її старої годувальниці з'ясовується, що Федра раптом закохалася в сина Тесея від першого шлюбу з амазонкою, але сама соромиться цієї пристрасті й гостро засуджує себе за неї.